# Collection 1991-2002
Collection 1991-2002 är ett samlingsalbum av Louise Hoffsten, släppt 11 mars 2002. Det placerade sig som högst på åttonde plats på den svenska albumlistan.

## Låtlista
1. Sockerkompis
2. Deala med din jävel
3. Let the Best Man Win
4. Hit Me with Your Lovething
5. Dance on Your Grave
6. Nowhere in this World
7. Sucker
8. Never Gonna be Your Lady
9. Padded Bra
10. Sweet Poison
11. Miracle
12. Nice Doing Business
13. Explain it to My Heart
14. Seduction of sweet Louise
15. Warm and tender Love
16. Healing Rain
17. The Only thing I Got

## Listplaceringar
| Lista (2002) | Topplacering |
| ------------ | ------------ |
| Sverige      | 8            |